# مالاكوف - شارع إتيان دوليه (مترو باريس)
مالاكوف - شارع إتيان دوليه (بالفرنسية: Malakoff - Rue Étienne-Dolet)‏ هي محطة مترو تابعة لمترو باريس تقع في فرنسا في مدينة مالاكوف.

## مقالات ذات صلة
- مترو باريس
- قائمة محطات مترو باريس